# Fayodia
Fayodia là một chi nấm thuộc họ Tricholomataceae. Nó được miêu tả bởi Robert Kühner năm 1930, and the specific epithet honors the Swiss nhà nấm học Victor Fayod. Chi này phân bố rộng rãi này chứa 10 loài, hầu hết phân bố ở các vùng ôn đới phía bắc.